# Wonga
Wonga (Leucosarcia melanoleuca) – gatunek średniej wielkości ptaka z rodziny gołębiowatych (Columbidae). Zamieszkuje obszar od Queenslandu do Gippslandu (Australia). Zasadniczo osiadły, ale w przypadku braku lub zbyt małej ilości pożywienia populacja południowa migruje na niewielkie odległości. Zasięg występowania to ok. 1 milion km².

## Systematyka
Jedyny przedstawiciel rodzaju Leucosarcia. Nie wyróżnia się podgatunków.

## Charakterystyka
Jest nieco większy niż gołąb skalny. Wierzch ciała jest szary, na karku staje się jaśniejszy, przechodząc w biały wierzch głowy. Lotki pierwszorzędowe są brązowe z jaśniejszymi brzegami, podobnie jak u sierpówki. Pierś jest także jasnoszara, z białymi piórami ułożonymi w kształt litery V, na dole rozłączonej. Brzuch i pokrywy podogonowe białe, brązowo kropkowane – plamki przypominają kształtem łuski. Nogi i dziób czerwone, tęczówka jest ciemna. Dożywa w niewoli do 16,5 roku.

### Wymiary
- długość ciała: 36–38 cm
- masa ciała: 250 g

## Ekologia i zachowanie
Specyficznym zachowaniem wongi jest fakt, że idąc żerować, porusza się zawsze po tych samych ścieżkach.

### Biotop
Preferuje gęste lasy nadmorskie, zarośla i lasy deszczowe. Można ją także obserwować na obrzeżach polan, na parkingach i w ogrodach z karmnikami.

### Lęgi
Sezon lęgowy trwa od października do stycznia. Gniazdo zbudowane z patyków ma kształt platformy i średnicę ok. 30 cm. Umieszcza je 3–20 m nad ziemią. Czasami korzysta z opuszczonych gniazd siwca lub paszczaka australijskiego. Składa 2 białe jaja, o długości 4 cm. Zarówno samiec, jak i samica wysiadują jaja i opiekują się potomstwem. Inkubacja trwa 18 dni i tyleż pobyt piskląt w gnieździe.

### Pożywienie
Owady, nasiona z rodzimych drzew oraz jagody.

## Status
Międzynarodowa Unia Ochrony Przyrody (IUCN) uznaje wongę za gatunek najmniejszej troski (LC – Least Concern) nieprzerwanie od 1988 roku. Liczebność populacji nie została oszacowana, ale ptak ten opisywany jest jako lokalnie pospolity w dogodnych dla niego siedliskach. Trend liczebności populacji uznaje się za spadkowy ze względu na niszczenie siedlisk.